# Karel Volejníček
Karel Volejníček (30. října 1936 Brno — 1. února 2013 Vojenská nemocnice Brno) byl český katolický kněz a pedagog studentů teologie.

## Život
Na kněze byl vysvěcen 26. června 1966 v Litoměřicích. Své kněžské působení zahájil v litoměřické diecézi nejprve jako 2. kaplan v arciděkanství Liberec. Následně se stal administrátorem v Benešově nad Ploučnicí a okolí. V letech 1975-1977 působil ve funkci vicerektora Kněžského semináře v Litoměřicích.
Od roku 1977 byl již v brněnské diecézi, kde se stal kooperátorem na Vranově u Brna. Dále byl administrátorem, později farářem ve Svatoslavi s excurrendy Křoví a Lažánky. Jeden a půl roku byl navíc hudebním referentem pro děkanství tišnovské a velkobítešské. Od září 1992 byl farářem v Dubňanech a v polovině roku 1997 nastoupil jako výpomocný duchovní do Brna-Židenic. Kněžskou službu vykonával 46,5 roku. Poslední rozloučení s ním se konalo v kostele sv. Cyrila a Metoděje v Brně-Židenicích v sobotu 9. února 2013. Po skončených obřadech bylo jeho tělo uloženo na místním hřbitově do rodinného hrobu skup. 6 hrob č. 87-88.